# IC 3933
IC 3933 је појединачна звијезда у сазвјежђу Ловачки пси која се налази на листи објеката дубоког неба у Индекс каталогу.
Деклинација објекта је + 36° 38' 43" а ректасцензија 12h 57m 57,1s.